# North Crossett
North Crossett – jednostka osadnicza w Stanach Zjednoczonych, w stanie Arkansas, w hrabstwie Ashley.